# Feriado Nacional do Quebec
O Feriado Nacional de Quebec (em francês: La Fête nationale du Québec) é o feriado nacional da província canadense do Quebec. É celebrado no dia 24 de junho. Embora oficialmente renomeada como Fête nationale du Québec em 1977, é mais conhecida com o nome de Fête de la Saint-Jean-Baptiste (Feriado de São João Batista). Também é uma celebração do movimento soberanista do Quebec. É um feriado e festival provincial de grande participação popular. Desfiles e festas ao ar livre são comuns em toda a província.
A escolha da data da festa é o dia do nascimento de João Batista.

## A festa nacional

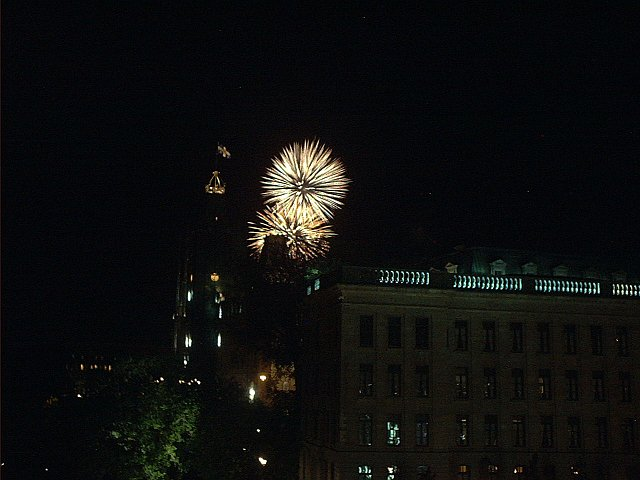
Fogo de artifício noturno em Québec Ville durante o Fête nationale du Québec de 2006.

Foi em 11 de maio de 1977 que um decreto ministerial do governo de René Lévesque, que o 24 de junho se tornou oficialmente o dia da Festa Nacional de Québec. No ano seguinte, o comitê organizador da festa foi criado. O comitê confiou a organização à Sociedade São-João-Batista. Desde 24 de junho de 1975, a música Gens du pays de Gilles Bigneault é tocada no festival. Em 1984 a organização do evento foi para o Movimento Nacional dos Quebequenses.

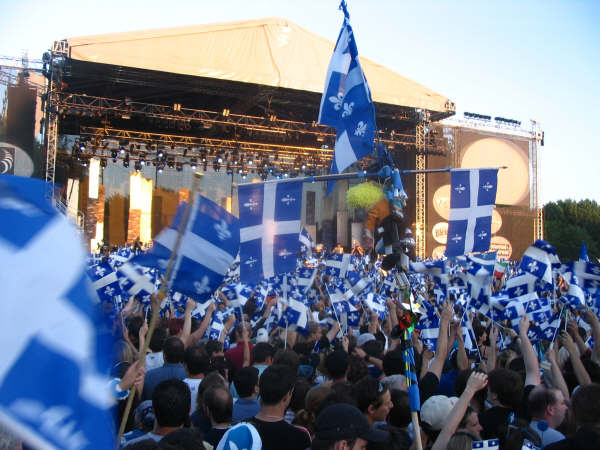
O Parque Maisonneuve em Montréal durante o Fête nationale du Québec de 2006.

Apesar da festa ser comemorar a cultura da província, muitas manifestações sobre a separação de Quebec acabam ocorrendo. 
A maior festa ocorre na cidade de Quebec (capital da província de Quebec), onde são reunidas 200 000 pessoas.

## Referência
1. ↑  Marie-Josée Nantel. «Deux sites et une Fête nationale réussie!»